# Ball de Cintes

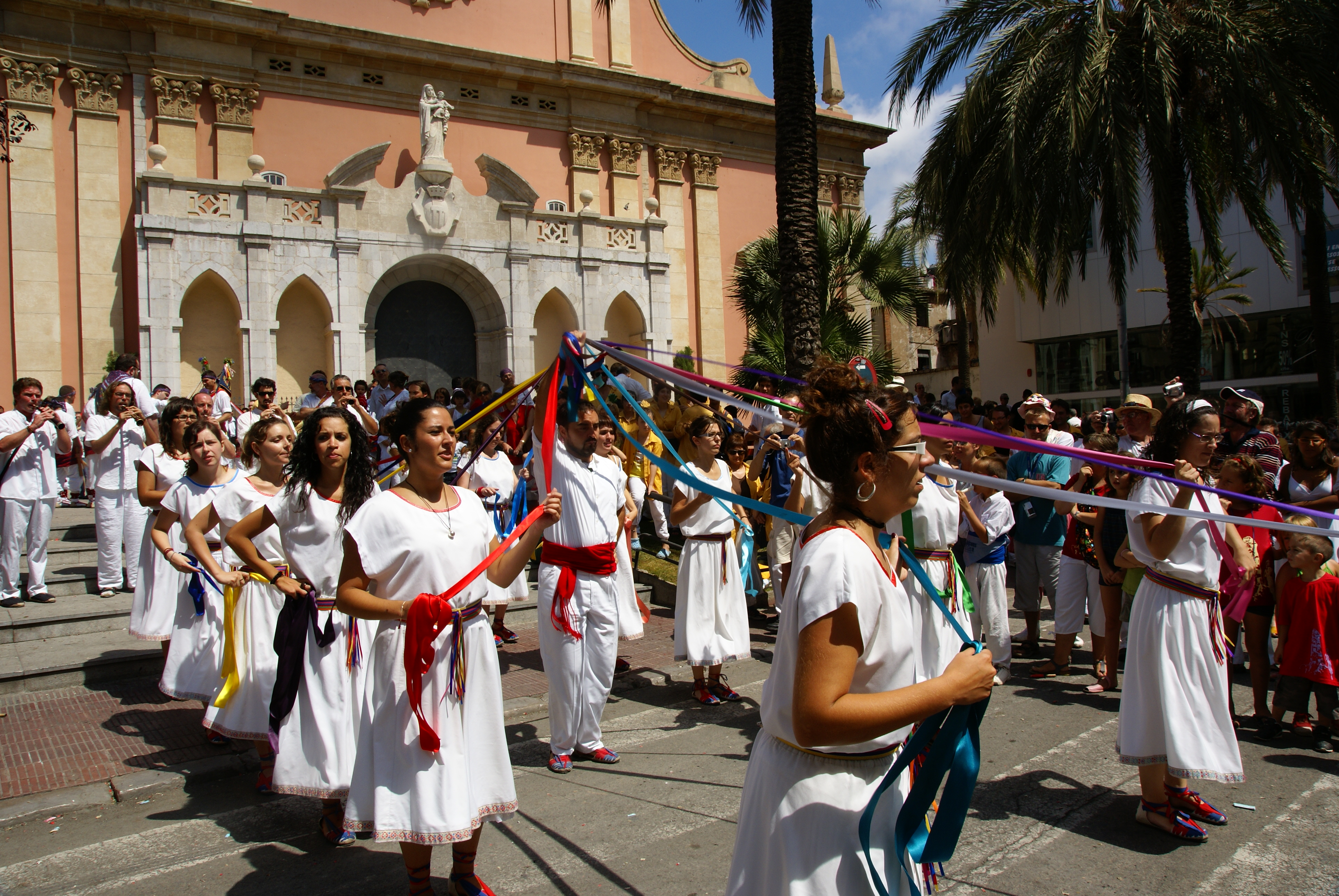
Ball de cintes de Vilanova i la Geltrú

El ball de cintes és una dansa tradicional on els balladors dansen girant amb cintes al voltant d'un ballador central.
El ball forma part d'un conjunt de danses esteses arreu d'Europa, de culte a l'arbre de maig, i que als Països Catalans han originat balls d'estructura similar com el Ball de gitanes o el Ball de l'arbre.
A diferència del ball de gitanes, el ball de cintes no incorpora un pal central on es lliguen les cintes, sinó que és un ballador que exerceix la funció d'estaquirot o «pal» aguantant les cintes amb les mans. Al seu voltant, els altres balladors fan una coreografia consistent en dues fileres que trenen i destrenen les cintes al voltant del braç del ballador central i finalment, giren en rotllana.
El ball de cintes s'ha instaurat en moltes festes populars de la Catalunya Nova, principalment al Penedès, com a les Roquetes (des de 1975), Sitges (des de 1982), Vilanova i la Geltrú (des de 1986) o el Vendrell (des de 2010), tot i que la majoria s'inspiren en el Ball de Cintes de les Preses (Garrotxa) on es balla des del segle xix, exclusivament ballat per homes fins al segle XX i actualment en composició mixta (homes en un cantó i dones en l'altre).
En canvi, la composició en la majoria de poblacions es conforma actualment per un noi en la funció d'estaquirot central i el grup de balladores compost per noies.